# Stará Ves (vojenský újezd Hradiště)
Stará Ves (německy Altdorf) je zaniklá vesnice ve vojenském újezdu Hradiště v okrese Karlovy Vary. Stála v Doupovských horách čtyři kilometry jihozápadně od Kyselky v nadmořské výšce okolo 590 metrů.

## Název
Název vesnice se v historických pramenech objevuje ve tvarech: Altendorf (1567), Aldttorff (1570), Altdorf (1847) a Stará Ves nebo Altdorf (1854).

## Historie
První písemná zmínka o Staré Vsi je z roku 1567, ale podle Zdeny Binterové vesnice existovala už ve třináctém století. Tehdy patřila nejprve k panství hradu Loket, od něhož ji získal osecký klášter, který vesnici začlenil do svého šemnického újezdu. Během husitských válek klášter nad újezdem ztratil kontrolu, ale oficiálně se ho vzdal až v roce 1465, kdy jej předal králi Jiřímu z Poděbrad. Panovník celý újezd připojil k Andělské Hoře.
Během pobělohorských konfiskací Andělskou Horu získal Heřman Černín z Chudenic, který sídlo panství přestěhoval do Stružné, u které vesnice zůstala až do roku 1850. Po třicetileté válce ve Staré Vsi podle berní ruly žilo sedm sedláků, pět chalupníků a pět poddaných bez pozemků. Hospodáři měli celkem sedmnáct potahů a chovali 22 krav, 29 jalovic, dvě prasata a sedm koz. Na polích pěstovali pšenici a žito, ale hlavními způsoby obživy bývaly chov dobytka, práce v lese a výroba šindelů.
Mezi lety 1939 a 1947 se počet obyvatel Staré Vsi snížil ze 105 na jednoho. V roce 1949 měla vesnice sbor dobrovolných hasičů společný s Horní Lomnicí, Lipoltovem, Mlýnskou, Pastvinami a Svatoborem.
Stará Ves zanikla vysídlením v roce 1953 v důsledku zřízení vojenského újezdu. Dochovaly se z ní pouze základy domů a cesty do Mlýnské a Svatoboru.

## Přírodní poměry
Stará Ves stála v katastrálním území Bražec u Hradiště v okrese Karlovy Vary, asi jeden kilometr jihovýchodně od Svatoboru. Nacházela se v nadmořské výšce okolo 590 metrů v západní části Doupovských hor, konkrétně v jejich okrsku Hradišťská hornatina. Půdní pokryv v okolí zaniklé vsi tvoří kambizem eutrofní.
V rámci Quittovy klasifikace podnebí se Stará Ves nacházela v mírně teplé oblasti MT7, pro kterou jsou typické průměrné teploty −2 až −3 °C v lednu a 16–17 °C v červenci. Roční úhrn srážek dosahuje 650–750 milimetrů, počet letních dnů je 30–40, mrazových dnů 110–130 a sníh v ní leží 60–80 dnů v roce.

## Obyvatelstvo
|           | 1869 | 1880 | 1890 | 1900 | 1910 | 1921 | 1930 | 1950 |
| --------- | ---- | ---- | ---- | ---- | ---- | ---- | ---- | ---- |
| Obyvatelé | 196  | 188  | 207  | 157  | 173  | 186  | 185  | 46   |
| Domy      | 31   | 31   | 31   | 31   | 31   | 32   | 31   | 23   |

## Obecní správa
Po zrušení patrimoniální správy se Stará Ves stala obcí, u které byla při sčítáních lidu v letech 1869–1900 uváděna osada Mlýnská. V letech 1946–1947 vesnici spravovala hornolomnická místní správní komise.